# 포터 워거너
포터 워거너(Porter Wagoner, 본명은 포터 웨인 워거너(Porter Wayne Wagoner), 1927년 8월 12일 ~ 2007년 10월 28일)는 미국의 컨트리 팝 싱어송라이터, 밴드 리더, 영화배우이다.

## 생애
1948년 가수로 첫 데뷔하였고 1966년 미국 영화 《Nashville rebel》의 단역으로 영화배우 데뷔하였다.

## 유명세
그는 보통적으로 《Green green grass of home》이라는 노래의 오리지널 원곡 가수로도 널리 잘 알려져 있다.

## 같이 보기
- 조니 대럴
- 톰 존스
- 잉글버트 험퍼딩크
- 고든 밀스
- 조니 라이트
- 키티 웰스
- 잭 앵글린
- 돈 깁슨
- 레이 찰스
- 레이 프라이스
- 컬리 푸트맨